# Оньта
Оньта — река в России, протекает по Серовскому городскому округу Свердловской области. Исток реки находится в городском округе Краснотурьинск. Устье Оньты находится в 7 км по правому берегу реки Большой Волчанки. Длина реки составляет 18 км.
В 7,4 км от устья по левому берегу впадает река Ларьковка.
Система водного объекта: Большая Волчанка → Сосьва → Тавда → Тобол → Иртыш → Обь → Карское море.

## Данные водного реестра
По данным государственного водного реестра России, Оньта относится к Иртышскому бассейновому округу, водохозяйственный участок реки — Сосьва от истока до водомерного поста у деревни Морозково, речной подбассейн Тобола, речной бассейн Иртыша.
Код объекта в государственном водном реестре — 14010502412111200010158.